# Let kavaleri
Let kavaleri var en type kavaleri, der bestod af let bevæbnede og let udrustede troppede på heste, modsat tungt kavaleri, hvor rytterne (og i nogle tilfælde også hestene) var tungt udrystet. Let kavaleri blev hovedsageligt brugt til rekognoscering, mindre træfninger og som deres vigtigste opgave kommunikation. De var normalt udrustet med spyd, sværd, buer og senere med pistoler eller karabiner.
Let kavaleri blev sporadisk anvendt af grækerne og romerne (selvom de romerske auxilia ofte var beredne) i oldtiden, men blev mere populære de centralasiatiske og sydvestasiatiske hære. Araberne, ungarerne, hunnerne, mongolerne, tyrkerne, partherne og perserne har alle brugt let kavaleri og beredne bueskytter.
Med feudalismen og ridderlighedens tilbagegang i Europa blev let kavaleri en vigtig del af hærene på kontinentet. Mange blev udstyret med skydevåben, ligesom man tidligere havde givet dem buer. Europæiske eksempler på let kavaleri inkluderer stratiotier, hobelarer, hussarer, chasseurs à cheval, kosakker, chevau-léger, ułaner og nogle dragoner.